# Ядерна стратегія
Я́дерна страте́гія — система військових і політичних доктрин, які регулюють створення і використання ядерної зброї, складають основу стратегії ведення ядерної війни. Проте, ядерна стратегія не може розглядатися виключно як тип військової стратегії, оскільки комплекс методів, які розглядаються в ній відмінний від усіх інших військових доктрин.
Окрім питання власне ведення ядерної війни, ядерна стратегія розглядає використання ядерного арсеналу як аргументу в міжнародних переговорах і засіб політичного тиску. Ядерна стратегія регулює позицію держави у відношенні проблем ядерного розширення і підтримки ядерного паритету.

## Поняття, що складають ядерну стратегію
- Гнучке реагування
- Масована відплата
- Невикористання першим
- Превентивний ядерний удар
- Перший удар, Другий удар
- Час підльоту
- Стримання
- Ядерне поширення
- Ядерна тріада
- Ядерний шантаж